# NGC 2226
NGC 2226 é um aglomerado aberto na direção da constelação de Monoceros. O objeto foi descoberto pelo astrônomo Edward Barnard. 